# 卡內 (拉巴斯省)
卡內（西班牙語：Cane），是洪都拉斯的城鎮，位於該國西南部，由拉巴斯省負責管轄，始建於1867年，面積71.7平方公里，海拔高度656米，2001年人口2,244，人口密度每平方公里31.3人。